# Manfred Ebert (MfS-Mitarbeiter)
Manfred Ebert (* 24. April 1930 in Lauterbach; † 14. Dezember 2016 in Berlin) war ein Oberst und Arbeitsgruppenleiter der Hauptverwaltung A (HVA) im Ministerium für Staatssicherheit (MfS), des Auslandsnachrichtendienstes der DDR. Er war von 1980 bis 1990 Leiter der HVA-Arbeitsgruppe XV/BV, zuständig für die Anleitung der Abteilungen XV (Aufklärung) der MfS-Bezirksverwaltungen.

## Leben
Ebert besuchte nach der Volksschule von 1944 bis 1947 eine Handelsschule und erlernte bis 1952 den Beruf des kaufmännischen Angestellten. 1948 trat er in die SED ein. Nach dem Abschluss seiner Ausbildung wurde er Kreissekretär der Gewerkschaft Land und Forst in Oelsnitz.
1952 wurde Ebert von der Kreisdienststelle des MfS in Oelsnitz eingestellt, noch im selben Jahr wechselte er zur Kreisdienststelle in Berlin-Pankow. Ab 1954 war er Mitarbeiter der MfS-Abteilung IV der Verwaltung Groß-Berlin, zuständig für West-Berlin. 1956/57 absolvierte Ebert einen Einjahreslehrgang an der Bezirksparteischule der SED in Berlin. 1957 wechselte er zur Abteilung XV und war dort von 1965 bis 1980 stellvertretender Abteilungsleiter.
Von 1968 bis 1974 absolvierte Ebert ein Fernstudium an der Hochschule des Ministeriums für Staatssicherheit (JHS) in Potsdam-Eiche und wurde Diplom-Jurist. 1980 wurde er innerhalb der Hauptverwaltung A (HVA), des Auslandsnachrichtendienstes der DDR, Leiter der Arbeitsgruppe XV/BV, zuständig für die Anleitung der Abteilungen XV der MfS-Bezirksverwaltungen. 1984 wurde Ebert zum Oberst ernannt. Nach dem Ende der DDR erfolgte 1990 Eberts Entlassung aus dem Dienst.